# 惑星大戰爭
惑星大戰爭（わくせいだいせんそう）是1977年上映的日本一部科幻電影。

## 演員
- 三好孝次（国連宇宙局）：森田健作（松竹）
- 滝川ジュン（国連宇宙局）：浅野裕子
- 冬木和夫（空挺隊員）：宮内洋
- 三笠忠（空间站）：新克利
- 松沢博士（国連宇宙局）：大滝秀治
- 大石國防軍司令官：平田昭彥

## 製作人員
- 監製：田中友幸,田中文雄
- 導演：福田純
- 特技導演：中野昭慶
- 編劇：中西隆三,永原秀一
- 音樂：津島利章